# Списак лука у Кини
Кина има 34 главне луке и више од 2000 мањих лука. Прву групу чине углавном морске луке (осим лука попут Шангаја, Нањинга и Нантонга дуж Јангцеа и Гуангџоуа у делти Бисерне ријеке) које се отварају према Жутом мору (Бо Хаи), Тајванским мореузима, Бисерној ријеци и Јужном кинеском мору. Другу групу обухватају луке које леже дуж главних и мањих ријека Кине. Већина највећих кинеских градова такође су луке или им то омогућава лука у близини.

## Главне луке
Главне луке у Кини, поредане географски од сјевера ка југу, су:
1. Даљан
2. Јингкоу
3. Ђинџоу
4. Ћинхуангдао
5. Тјенцин
6. Јентај
7. Вејхај
8. Ћингдао
9. Жиџао
10. Љањунганг
11. Нантунг
12. Џенђанг
13. Ђангин
14. Нанкинг
15. Шангај
16. Нингбо
17. Џоушан
18. Тајжоу (сјеверно од Венџоа)
19. Венџоу
20. Тајжоу (јужно од Венџоа)
21. Чангле
22. Цјуанџоу
23. Сјамен
24. Шантоу
25. Жејанг
26. Гуангџоу
27. Џухај
28. Шенџен
29. Џанђанг
30. Бејхај
31. Фангченганг
32. Хајкоу
33. Басуо
34. Сања

### Галерија
- Лука у Ћинхуангдау
- Лука у Тјенцину
- Лука у Вејхају
- Лука у Жиџау
- Лука у Шангају
- Лука у Нингбоу
- Лука у Џоушану
- Лука у Шантоуу
- Лука у Шенџену
- Лука у Хајкоуу
- Лука у Басуу
- Лука у граду Сања
- Контејнерски утовар брода

## Изградња лука и терети
Кинеске обалне луке омогућавају превоз угља, контејнера, увезене руде гвожђа и жита, рол-он-рол-оф операције између копна и острва, као и приступ дубоком мору.
У изградњи лука, Кина је посебно ојачала систем за превоз контејнера, концентришући се на изградњу групе контејнерских пристаништа са дубоким водама у Даљану, Тјенцину, Кингдау, Шангају, Нингбоу, Сјамену и Шенџену, те тиме постављајући темеље кинеским контејнерским чвориштима. Нова дубокоморска лука отворена је у Јангшану југоисточно од Шангаја.
Систем транспорта угља је додатно ојачан изградњом бројних пристаништа за транспорт угља. Поред тога, реконструисана су или проширена пристаништа која се баве увозом сирове нафте и руде гвожђа. 
Крајем 2004. године, обалске луке Кине имале су преко 2.500 везова средње величине или више, од чега 650 везова класе 10.000 тона. Њихов капацитет руковања био је 61,5 милиона стандардних контејнера за годину, што је на првом мјесту у свијету. Количине терета којима се баве неке велике луке прелазе 100 милиона тона годишње, као што су Шангај, Шенџен, Ћингдао, Тјанцин, Гуангџоу, Сјамен, Нингбо и Даљан уврштени су међу 50 водећих контејнерских лука.